# Тяговий рухомий склад

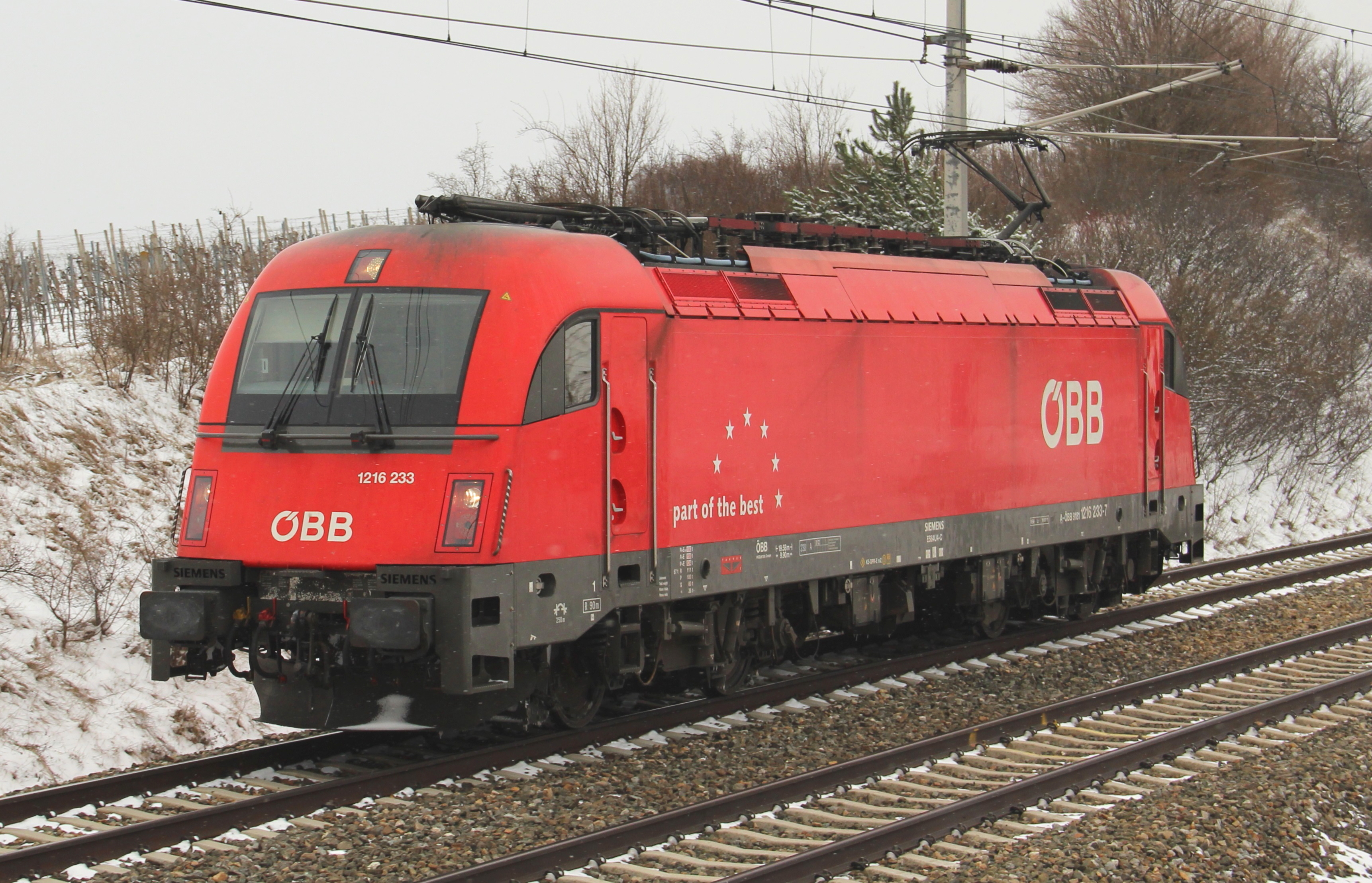
Електровоз Siemens ES64U4

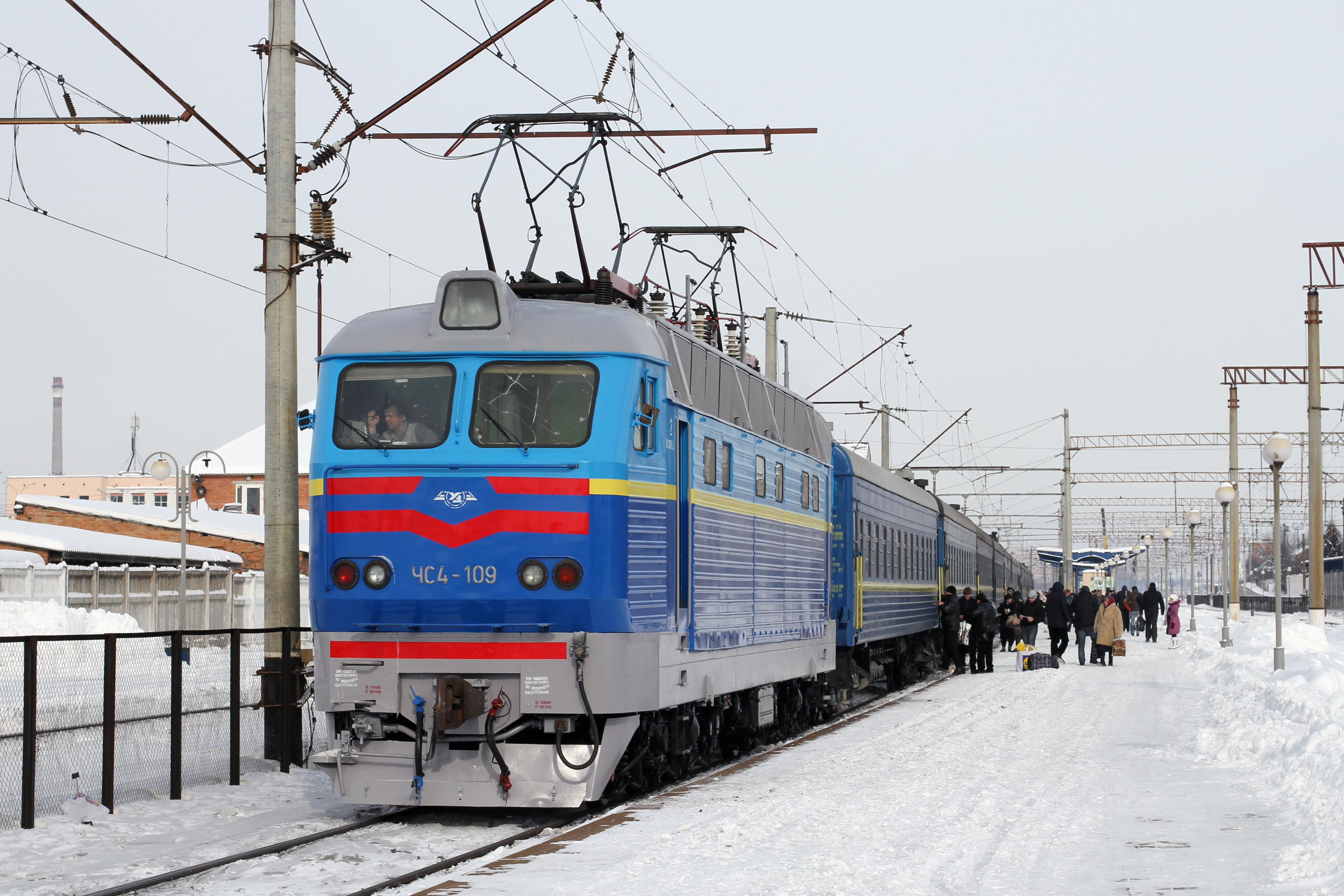
Електровоз ЧС4

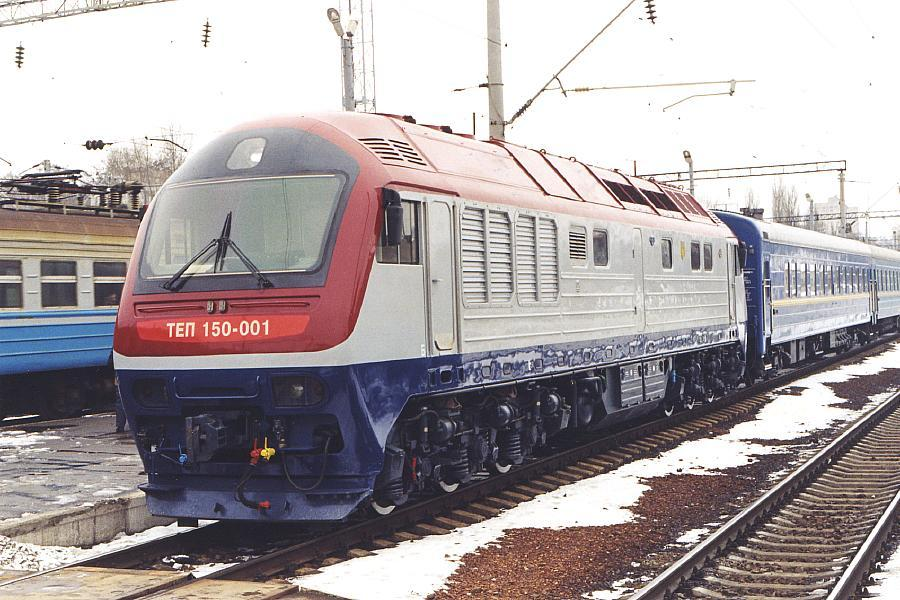
Магістральний тепловоз ТЕП-150 на станції Київ-Московський

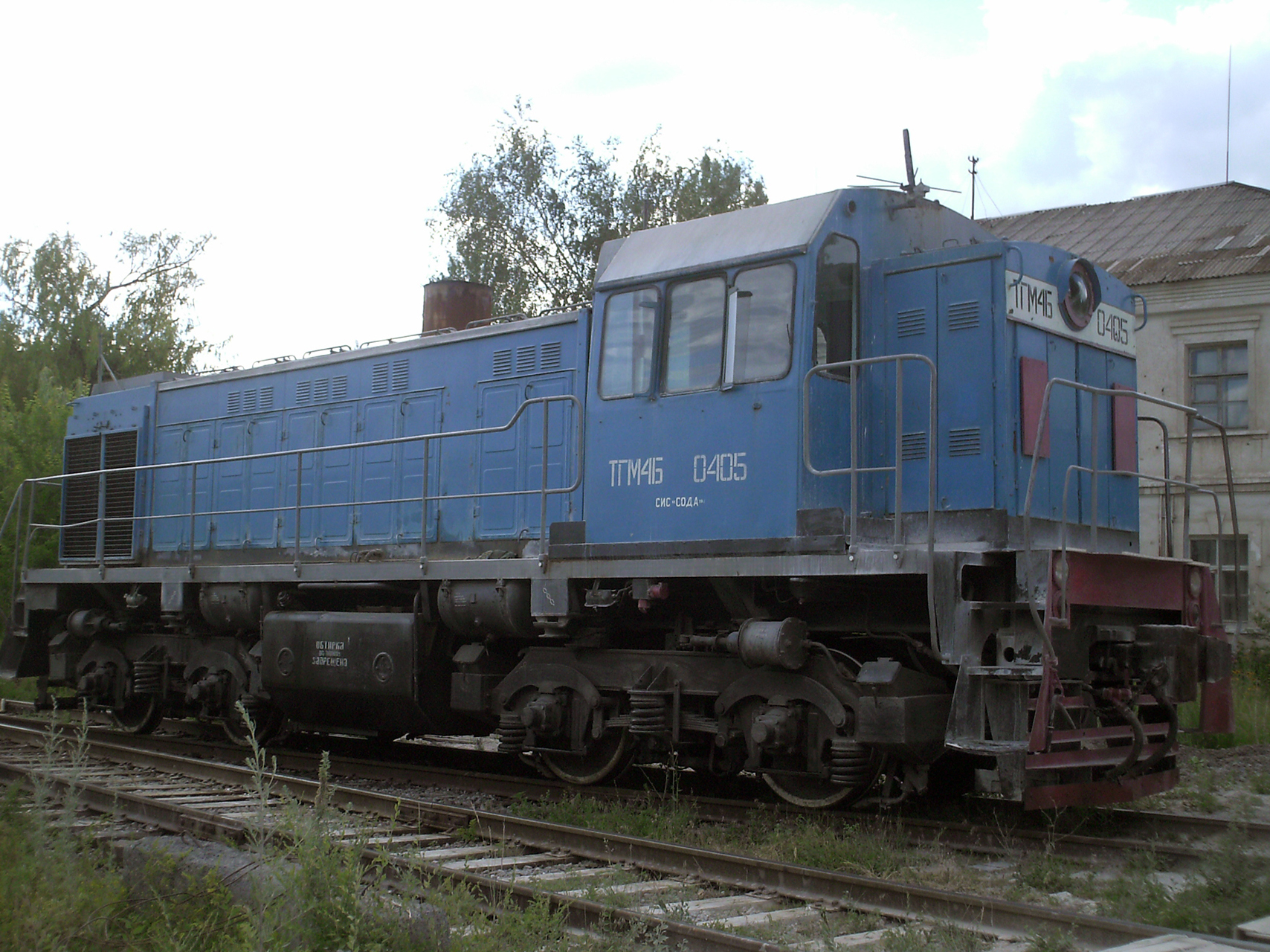
Промисловий тепловоз ТГМ4Б

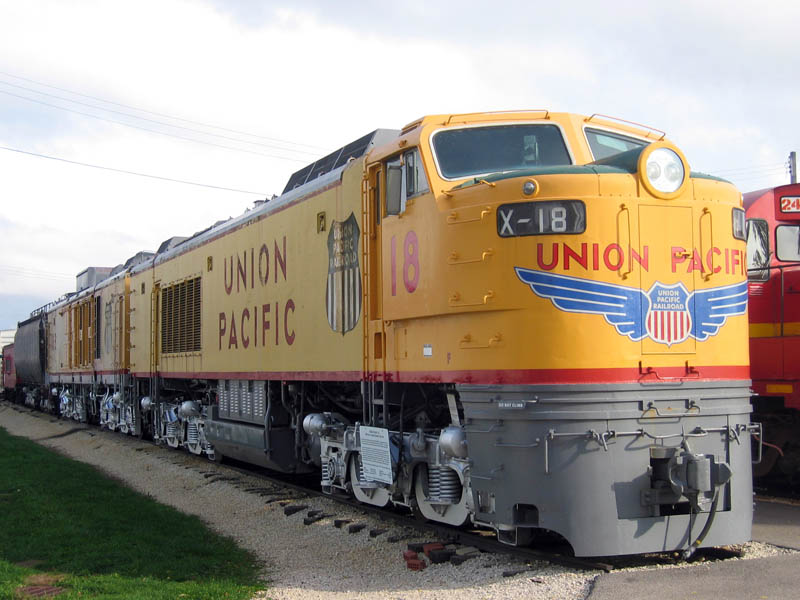
Газотурбовоз Union Pacific 18

Тяговий рухомий склад — прийняте позначення механічних засобів (локомотивів), призначених для переміщення по мережі  залізниць несамохідних транспортних засобів (вантажних і пасажирських вагонів, спеціальних машин).
Тяговий рухомий склад в сучасних умовах являють електровози, тепловози, газотурбовози; історично — паровози.
До тягового рухомого складу не відноситься рухомий склад з розподіленою тягою — наприклад електропоїзди і дизель-поїзди.